# Kramfors landsfiskalsdistrikt
Kramfors landsfiskalsdistrikt var 1918–1964 ett landsfiskalsdistrikt i Västernorrlands län, bildat som Gudmundrå landsfiskalsdistrikt när Sveriges indelning i landsfiskalsdistrikt trädde i kraft den 1 januari 1918, enligt beslut den 7 september 1917. Namnet ändrades 1 januari 1947 till Kramfors landsfiskalsdistrikt. Den 1 januari 1965 avskaffades i Sverige samtliga landsfiskaler och landsfiskalsdistrikt, och deras arbetsuppgifter delades upp på de nyskapade indelningarna polisdistrikt, åklagardistrikt och kronofogdedistrikt.
Landsfiskalsdistriktet låg under länsstyrelsen i Västernorrlands län.

## Ingående områden
1 januari 1947 ombildades Gudmundrå landskommun till Kramfors stad samtidigt som landsfiskalsdistriktet bytte namn.

### Från 1918
- Gudmundrå landskommun

### Från 1947
- Kramfors stad